# هانتر هیز
هانتر ایستن هِیز (به انگلیسی: Hunter Easton Hayes) (زاده ۹ سپتامبر ۱۹۹۱) خواننده آمریکایی سبک کانتری است. او نخستین آلبوم استودیویی خود را در سال ۲۰۱۱ منتشر کرد.